# Francesco Patrizi

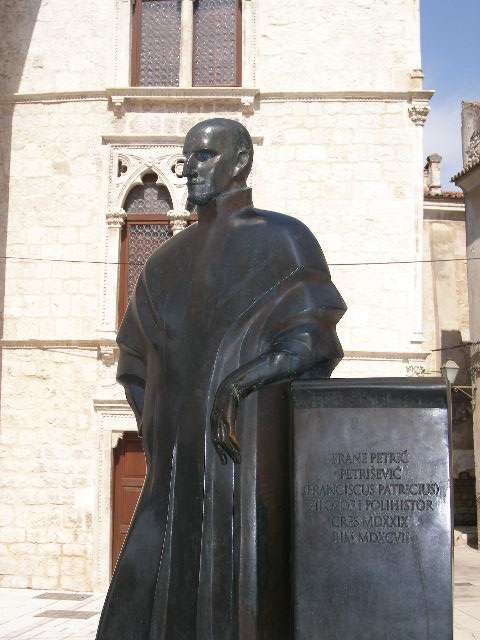
Monumento a Francesco Patrizi en la isla de Cherso (actual Cres de Croacia)

Francesco Patrizi (Cherso, 25 de abril de 1529 - Roma, 6 de febrero de 1597) fue un filósofo italiano de orientación platónica.

## Vida
Nacido en la Dalmacia de la República de Venecia, Francesco enseñó filosofía en las ciudades de Ferrara, Padua y finalmente en Roma y también fue simultáneamente geómetra, historiador militar, orador y poeta. Pero, sobre todo, es conocido por sus ataques furibundos contra la filosofía de Aristóteles.
Este pensador, en su obra Discusiones peripatéticas, Basilea, 1581 (edición más reciente: Disscussiones peripateticae, Kölh: Böhlau, 1999), ataca ferozmente a la persona y obras de Aristóteles y le acusó de plagio, de herejía y eleva sobre las ruinas de su filosofía el nuevo platonismo de la Escuela de Alejandría (Platonismo, ermetismo e "prisca theologica":....., autora: María Muccillo, Firenze, 1996, habla de Plotius y de la obra Discusiones peripatéticas de Patrizzi; Il neoplatonismo di Francesco Patrizi come presupposto della sua critica ad Aristotele, autor: T.Leinkauf, Firenze: La nuova Italia, 1990).
Patrizi, que escribió casi siempre en italiano, también lo hizo en latín, como en su obra titulada Nova de universis philosophia.., Venetijs: Excudebat R.Meiettus, 1593, traducción latina de los escritos atribuidos a Zoroastro, Hermes y Asclepiades. Esta summa del platonismo renacentista incurrió en la censura del Santo Oficio, pasando a formar parte del Index librorum prohibitorum de la Inquisición romana en su edición de 1596, a lo que su autor respondió con una Apologia y las Declarationes.

## Obras

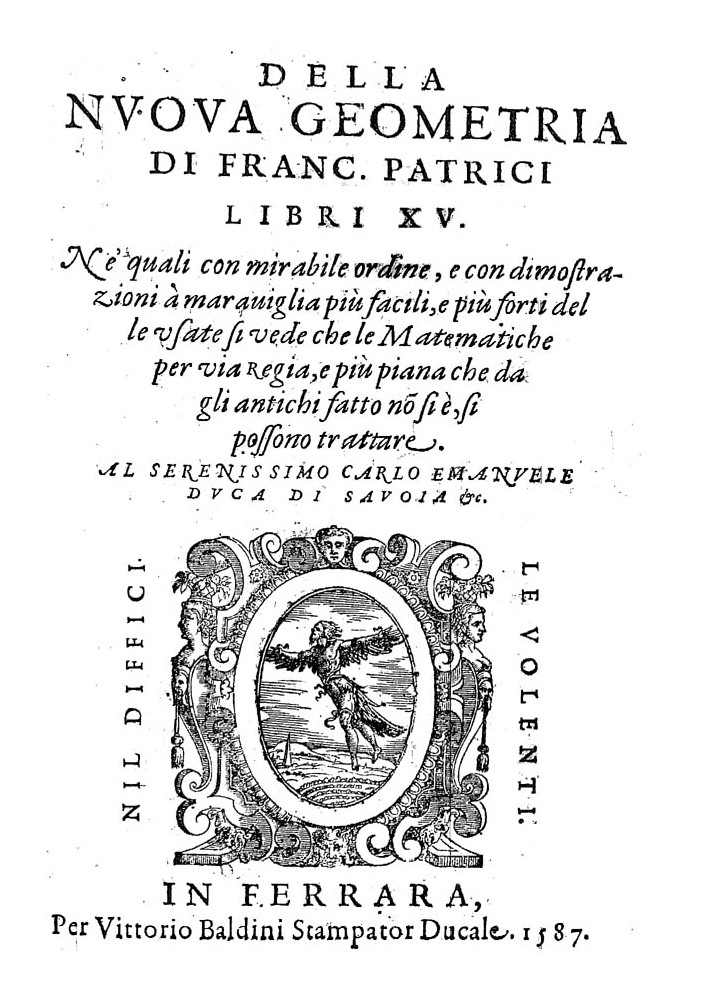
Della nuova geometria, 1587

- Della retorica dieci dialoghi, Lecce: Conte, 1994
- Della poetica, Firenze: I.N. di studi sul rinascimiento, 1969-71, 3 volúmenes
- Parere del s. Francesco Patrici, in difesa di Lodovico Ariosto. All'Illustr. Sig. Giovanni Bardi di Vernio, Ferrara, 1583
- La militia Romana di Polibio, di Tito Livio, e di Dionigi Alicarnasseo, Ferrara, 1583.
- Della poetica di Francesco Patricii la Deca Istoriale, nella quale con diletteuole antica nouità, oltre a poeti e lor poemi innumerabili, che ui si contano, si fan palesi tutte le cose compagne e seguaci dell'antiche poesie. In Ferrara: per Vittorio Baldini, 1586. (on-line)
- Della nvova geometria di Franc. Patrici libri XV. Ne' quali con mirabile ordine, e con dimostrazioni à marauiglia più facili, e più forti delle usate si vede che la matematiche per uia regia, e più piana che da gli antichi fatto non si è, si possono trattare... , Ferrara, Vittorio Baldini, 1587.
- Difesa di Francesco Patrizi; dalle cento accuse dategli dal signor Iacopo Mazzoni, in Discorso intorno alla Risposta del sig. F. Patrizio, Ferrara, 1587.
- Risposta di Francesco Patrizi; a due opposizioni fattegli dal sign. Giacopo Mazzoni in Della difesa della Comedia di Dante, Ferrara, Vitt. Baldini, 1587.
- L'Amorosa filosofía, Firenze: Le Monnier, 1963
- Pararelli militari di Francesco Patrizi: ne' quali si fa paragone delle millizie antiche,..., In Roma: appresso Luigi Zannetti, 1594-95, 2 volúmenes, (en portada calcografía del escudo de G.Buoncompagno, duque de Sora.-libro de ciencia militar)
- La citada Nova de universis philosophia.., en una edición de 1993, Firenze, por L.S.Olschki